# كازويوشي كودو
كازويوشي كودو (باليابانية: 工藤和義؛ بالكانا: くどう かずよし) هو Q46961 ياباني، ولد في 1937، وتوفي في 15 فبراير 2007 في طوكيو في اليابان.